# Peter Dennis Mitchell
Peter Dennis Mitchell, britanski biokemik, * 29. september 1920, Mitcham, † 10. april 1992.
Leta 1978 je prejel Nobelovo nagrado za kemijo za prispevek k razumevanju prenosa energije v živih sistemih s formulacijo kemiosmotske teorije.